# Верховний суд Хорватії
Верховний суд Республіки Хорватія (хорв. Vrhovni Sud Republike Hrvatske) — вища судова інстанція в країні, що забезпечує однакове застосування законів і рівне правосуддя для всіх. Розташовується у Загребі.
Відповідно до статті 22 Закону Республіки Хорватія «Про суди», суд забезпечує рівність громадян перед законом, однакове для всіх трактування законодавства, розглядає всі важливі судові питання, має право на перегляд всіх судових рішень країни та несе відповідальність за зростання кваліфікації суддів.

## Склад
Голова Верховного суду обирається і звільняється з посади парламентом Хорватії за пропозицією Президента Республіки і після попереднього висновку парламентського Комітету з питань правосуддя і пленарного засідання Верховного суду.
Судова посада є постійною, але у виняткових випадках, коли суддя вперше вступає на посаду, судді призначаються на п'ятирічний термін. Після відновлення призначення судді переходять до своїх постійних обов'язків.
Всі судді призначаються Державною судовою радою, вона звільняє їх від судових обов'язків, а також приймає рішення про їх дисциплінарну відповідальність.
Суддя може бути звільнений з посади судді:
1. за власним бажанням
2. якщо він/вона стає назавжди недієздатним до виконання судових обов'язків
3. якщо засуджений за кримінальний злочин, який робить його/її негідним посади судді
4. якщо відповідно до закону таке рішення приймає Державна судова рада у зв'язку з вчиненням акта серйозного порушення дисципліни
5. після досягнення 70 років

## Голови Верховного суду[2]
| No. | Повне ім'я (Тривалість життя) | Початок терміну | Кінець терміну                                           | Служба            | Нотатки |
| --- | ----------------------------- | --------------- | -------------------------------------------------------- | ----------------- | --- |
| 1.  | Вєкослав Відович (1919-2006)  | 12 грудня 1990  | 14 лютого 1992                                           | 1 рік, 64 днів    | Пішов на обов’язкову пенсію після відбуття часткового терміну повноважень.                                                            |
| 2.  | Златко Црнич (1940-1992)      | 29 березня 1992 | 29 вересня 1992                                          | 184 днів          | Загинув в автокатастрофі під час свого першого терміну.                                                                               |
| 3.  | Мілан Вукович (1933-)         | 1 грудня 1992   | 1995                                                     |                   | Перший термін. |
| 4.  | Круніслав Олуїч (1952-)       | 26 травня 1995  | 19 лютого 1997                                           | 1 рік, 269 днів   | Звільнений з посади Державною судовою радою 14 січня 1997 року, рішення пізніше підтверджено Палатою жупаній хорватського парламенту. |
| 5.  | Мілан Вукович (1933-)         | 28 лютого 1997  | 1999                                                     |                   | Другий термін. |
| 6.  | Маріян Рамущак (1938-)        | 10 березня 1999 | 2001                                                     |                   | |
| 7.  | Івиця Црнич (1951-)           | 15 травня 2001  | 15 травня 2005                                           | 4 років, 0 днів   | Один повний термін. Не домагався переобрання.                                                                                         |
| 8.  | Бранко Хрватин (1959-)        | 19 липня 2005   | 19 липня 2017                                            | 12 років, 0 днів  | Три повні терміни. |
| 9.  | Джуро Сесса (1957-)           | 20 липня 2017   | Діючий (поточний термін закінчується 20 липня 2021 року) | 7 років, 248 днів | На даний момент відбуває перший термін.                                                                                               |